# Ted Hulbert
Ted Hulbert ist ein US-amerikanischer Biathlet.
Ted Hulbert startet für Palo Alto Winter Sports. Er hat an den Universitäten University of Pennsylvania, Stanford Graduate School of Business und Stanford University studiert. Bei den Nordamerikanischen Meisterschaften im Biathlon 2009 in Valcartier kam er mit Katrina Howe und Jennifer Wygant zum Einsatz und wurde mit diesen in der Mixed-Staffel als US-Staffel 8 15. In der Saison 2008/09 des Biathlon-NorAm-Cups belegte er in der Gesamtwertung den Elften, 2009/10 den 14. Platz.

## Belege
1. ↑  Ergebnisse Mixed-Staffel (Memento des Originals vom 13. Februar 2014 im Internet Archive)  Info: Der Archivlink wurde automatisch eingesetzt und noch nicht geprüft. Bitte prüfe Original- und Archivlink gemäß Anleitung und entferne dann diesen Hinweis. (PDF; 185 kB)
2. ↑  Gesamtwertung (Memento des Originals vom 13. Februar 2014 im Internet Archive)  Info: Der Archivlink wurde automatisch eingesetzt und noch nicht geprüft. Bitte prüfe Original- und Archivlink gemäß Anleitung und entferne dann diesen Hinweis. (PDF; 96 kB)
3. ↑  Ergebnislisten (Memento des Originals vom 26. August 2011 im Internet Archive)  Info: Der Archivlink wurde automatisch eingesetzt und noch nicht geprüft. Bitte prüfe Original- und Archivlink gemäß Anleitung und entferne dann diesen Hinweis.

| Personendaten    | Personendaten              |
| ---------------- | -------------------------- |
| NAME             | Hulbert, Ted               |
| KURZBESCHREIBUNG | US-amerikanischer Biathlet |
| GEBURTSDATUM     | 20. Jahrhundert            |